# Карякин, Василий Александрович
Васи́лий Алекса́ндрович Каря́кин (1851—1913) — казанский купец 1-й гильдии, председатель Рыбинского биржевого комитета, член III Государственной думы от Казанской губернии.

## Биография
Православный. Из мещан города Рыбинска.
По окончании Рыбинского уездного училища в 1863 году, поступил на службу к хлеботорговцу Ф. А. Боинову и со временем стал заведующим конторой. В 1877 году переселился в Казань, где вступил в крупную хлебную торговлю своего тестя П. Г. Суслова, а после его смерти сам возглавил дело. Успехами на этом поприще заработал самую широкую популярность по всему Поволжью. Был удостоен звания коммерции советника. В 1894—1903 годах был старшиной Казанского биржевого комитета, а в 1906—1909 годах — председателем Рыбинского биржевого комитета. Кроме того, состоял членом учетных комитетов Рыбинского и Казанского отделений Государственного банка.
Владел каменным домом и заводом в Казани, двумя мельницами в Мамадышском уезде Казанской губернии, лесными угодьями в Ярославской губернии (11752 десятины), а также имением Калкуны в Курляндской губернии (6300 десятин).
Занимался общественной деятельностью и благотворительностью. С 1896 года избирался гласным Казанской городской думы. Состоял председателем Казанского купеческого общества взаимопомощи (1898—1913) и Казанского общества попечения о бедных и больных детях (1903—1913). Большое внимание уделял развитию коммерческого образования. Состоял членом попечительного совета Казанского коммерческого училища, председателем попечительного совета Рыбинского коммерческого училища, а также почетным смотрителем 2-го Рыбинского городского училища. Для последнего выстроил прекрасное здание с садом, стоимостью более ста тысяч рублей, которое в 1903 году в день 40-летия окончания своего учения, считая себя в долгу родному городу за бесплатное обучение, принес в дар Рыбинску. В признательность за такой щедрый дар город избрал Карякина почетным гражданином, назвал одну из улиц «Карякинской» и присвоил училищу название «Городское коммерции советника В. A. Карякина училище».
После провозглашения Октябрьского манифеста стал одним из учредителей Торгово-промышленной партии на Казанской бирже. В 1906 году вступил в «Союз 17 октября», был товарищем председателя Казанского отдела партии. Помещал статьи по экономическим вопросам в газете «Новое время».
Состоял выборщиком в Государственную думу I и II созывов. В 1907 году был избран в члены III Государственной думы от 1-го съезда городских избирателей Казанской губернии подавляющим большинством голосов. Был членом бюро фракции октябристов. Состоял председателем продовольственной комиссии, а также членом комиссий: финансовой, о мерах борьбы с пьянством и по городским делам. Принимал деятельное участие в работе финансовой комиссии. Выступал за развитие коммерческого и профессионального образования. Входил в Торгово-промышленную группу, объединявшую членов Государственной думы и Государственного совета.
В последние годы жизни занимался хозяйством в своем курляндском имении, при котором действовали винокуренное и дрожжевое производство, пивной завод, кирпичный завод, а также садоводческий питомник. В 1912 году отказался баллотироваться в Государственную думу, хотя получил поддержку как октябристов, так и правых.
Скончался в 1913 году в Казани. Похоронен там же. Был женат, детей не имел.